# Ирека
Ирека — река в России, протекает в основном в Мари-Турекском районе Республики Марий Эл (на последних километрах течения река образует границу с Уржумским районом Кировской области). Устье реки находится в 63 км по правому берегу реки Уржумка. Длина реки составляет 21 км.
Исток реки находится в Марий Эл в деревне Юмочка в 27 км к юго-востоку от села Мари-Турек близ границы с Кировской областью. Река течёт на север, затем на северо-запад. В верхнем и среднем течении течёт параллельно границе по территории Марий Эл, в нижнем течении образует границу. Протекает деревни Хозино и Ворончихино. Притоки — Мумза, Сардинка, Урдемка (все — правые).
Является зоологическим памятником природы республиканского значения Республики Марий Эл.

## Данные водного реестра
По данным государственного водного реестра России относится к Камскому бассейновому округу, водохозяйственный участок реки — Вятка от водомерного поста посёлка городского типа Аркуль до города Вятские Поляны, речной подбассейн реки — Вятка. Речной бассейн реки — Кама.
Код объекта в государственном водном реестре — 10010300512111100038323.

## Памятник природы
С 1996 года река Ирека от истока до впадения в реку Уржумка без притоков является зоологическим памятником природы республиканского значения Республики Марий Эл. Статус памятника природы присвоен с целью сохранения редкого вида рыбы — хариуса обыкновенного (Thymallus thymallus). Установлена охранная зона шириной 100 метров с каждой стороны реки.
В охранной зоне запрещается рыбалка, распашка берегов водоёма, выпас сельскохозяйственных животных, размещение кладбищ и скотомогильников, использование маломерных моторных плавательных судов, геологоразведочные работы, добыча полезных ископаемых и другие виды деятельности.